# 決定!これが日本のベスト100全国一斉○○テスト
『全国一斉○○テスト』（ぜんこくいっせいまるまるテスト）は、2002年4月28日から2005年9月25日までテレビ朝日で毎週日曜日18:56から19:56（のちに19:58）まで放送されていたバラエティ番組である。司会は爆笑問題とはしのえみ。
番組タイトルの変遷
- 『決定!これが日本のベスト100』（2002年4月～2003年3月）
- 『決定!これが日本のベスト』（2003年4月～2004年2月）
- 『決定!これが日本のベスト100』（2004年3月～2004年12月）
- 『決定!これが日本のベスト100全国一斉○○テスト』（2005年1月～3月）
- 『全国一斉○○テスト』（2005年4月～9月）

## 番組概要
2001年と2002年の年越しに放送された特別番組「決定!あなたが選ぶ昭和の名場面ベスト100」が高視聴率をとったことから、2002年4月にレギュラー化。
番組開始当初は「決定!これが日本のベスト100」と題し、毎回様々なテーマをランキング形式で紹介していくものであった。番組開始から2003年9月28日までの司会は爆笑問題と中山エミリ。
ランキングの多くの企画は「あの人は今？」や「懐かしのアニメ」などの昭和時代、あるいは昭和世代が懐かしがるものを題材にしたものが中心で、ローテーションで毎回少しずつ企画を変えながら（アニメの場合「主題歌」「名台詞」「名脇役」といった具合）放送していた。
それ以降はネタ切れとなったのか、徐々に内容が変わっていき（「なりきりカラオケ」というランキングとは全く関係のない企画も登場）、スタッフも『いきなり!黄金伝説』側に乗っ取られたような形になる。
「決定!これが日本のベスト」への改題を経て、2004年11月頃から一般常識問題や冠婚葬祭のマナーに関する問題等に答えるというクイズ番組のスタイルにリニューアル。このときの正式タイトルは「決定!これが日本のベスト100全国一斉○○テスト」である（2005年4月3日より正式に「全国一斉○○テスト」に改題）。スタジオに呼ばれた6名と事前に同じ問題を受験した94名の合計100名の芸能人の成績をランキング形式で発表。
2005年4月からは「芸人雑学王」という雑学クイズ企画に変更され、芸人が雑学クイズで戦う番組になった。2005年9月25日の「芸人雑学王決定戦SP」でゴールデンタイムのレギュラー放送を終了した。

### 番組終了後
2005年10月からは土曜未明（金曜深夜）に枠移行し、同企画を、クイズではなく合間のトークをメインとした『爆笑問題の検索ちゃん』と番組名等を変えて再出発。後枠には火曜19時台に放送していた『旅の香り 時の遊び』が枠移行され、改題した『旅の香り』を放送、この番組よりは改善されていたが、2007年10月からは日曜18時30分枠に移行した。ただし、その後も不定期に特別番組として放送されていたので、最終回の新聞欄には「（終）」と表記されなかった。

## コーナー
- 全国一斉常識テスト
- これが太田のテスト3
太田が写真パネルで多種多様なものを紹介。ランキング時代はアンケートの少数意見を太田がピックアップする「これが太田のベスト2」、「これが太田のベスト3」。いずれも極端なネタを発掘したものが多かった。

## ネット局
| 放送対象地域  | 放送局           | 系列           | ネット形態 |
| ------------- | ---------------- | -------------- | ---------- |
| 関東広域圏    | テレビ朝日       | テレビ朝日系列 | 制作局     |
| 北海道        | 北海道テレビ     | テレビ朝日系列 | 同時ネット |
| 青森県        | 青森朝日放送     | テレビ朝日系列 | 同時ネット |
| 岩手県        | 岩手朝日テレビ   | テレビ朝日系列 | 同時ネット |
| 宮城県        | 東日本放送       | テレビ朝日系列 | 同時ネット |
| 秋田県        | 秋田朝日放送     | テレビ朝日系列 | 同時ネット |
| 山形県        | 山形テレビ       | テレビ朝日系列 | 同時ネット |
| 福島県        | 福島放送         | テレビ朝日系列 | 同時ネット |
| 新潟県        | 新潟テレビ21     | テレビ朝日系列 | 同時ネット |
| 長野県        | 長野朝日放送     | テレビ朝日系列 | 同時ネット |
| 山梨県        | 山梨放送         | 日本テレビ系列 | 遅れネット |
| 静岡県        | 静岡朝日テレビ   | テレビ朝日系列 | 同時ネット |
| 富山県        | 北日本放送       | 日本テレビ系列 | 遅れネット |
| 石川県        | 北陸朝日放送     | テレビ朝日系列 | 同時ネット |
| 中京広域圏    | 名古屋テレビ     | テレビ朝日系列 | 同時ネット |
| 近畿広域圏    | 朝日放送         | テレビ朝日系列 | 同時ネット |
| 島根県 鳥取県 | 山陰放送         | TBS系列        | 遅れネット |
| 広島県        | 広島ホームテレビ | テレビ朝日系列 | 同時ネット |
| 山口県        | 山口朝日放送     | テレビ朝日系列 | 同時ネット |
| 香川県 岡山県 | 瀬戸内海放送     | テレビ朝日系列 | 同時ネット |
| 愛媛県        | 愛媛朝日テレビ   | テレビ朝日系列 | 同時ネット |
| 高知県        | 高知放送         | 日本テレビ系列 | 遅れネット |
| 福岡県        | 九州朝日放送     | テレビ朝日系列 | 同時ネット |
| 長崎県        | 長崎文化放送     | テレビ朝日系列 | 同時ネット |
| 熊本県        | 熊本朝日放送     | テレビ朝日系列 | 同時ネット |
| 大分県        | 大分朝日放送     | テレビ朝日系列 | 同時ネット |
| 鹿児島県      | 鹿児島放送       | テレビ朝日系列 | 同時ネット |
| 沖縄県        | 琉球朝日放送     | テレビ朝日系列 | 同時ネット |

## スタッフ
- ナレーション：杉本るみ、郷里大輔
- 構成：鈴木おさむ、福原フトシ、秋葉高彰、なかじまはじめ、吉見匡雄
- 技術：二瓶友美（2002年10月頃まではカメラ）
- カメラ：福原正之、松田祥宏
- 音声：胡桃澤啓司
- 映像：柳澤満
- 照明：桑原則幸
- PA：石渡洋志（番組末期）
- 美術：玉置未和（番組末期）
- 美術進行：高橋徹（番組末期）
- 大道具：草野哲之（番組末期）
- 小道具：勝山誠（番組中期）
- 電飾：山中正喜（番組末期）
- 特殊効果：大野晃一（番組中期）
- マルチ：小材剣吾
- メイク：段久美子（番組中期）
- フラワーアレンジ：松井達彦
- CG：横井勝、高梨賢一、中村敦、村野彰彦（共に番組末期）
- 編集：川合信吾（番組末期）
- MA：内藤憲司（番組末期）
- 音響効果：小沼圭、高橋直幹（共に番組末期）
- 広報：平野三和（番組中期）
- 編成：吉川昌克（番組初期はプロデューサー）、松瀬俊一郎（番組初期はAP、共に番組中期）、吉田勝文（番組末期）
- TK：船木玉緒（番組末期）
- 美術協力：テレビ朝日クリエイト
- 技術協力：テイクシステムズ、IMAGICA（番組中期～末期）、東京サウンドプロダクション
- 協力：インフォシーク、ranking ranQueen ランキン・ランキン
- 制作協力：TV BOX（番組初期のみ）、メディア・バスターズ
- デスク：齋藤友香（2002年6月23日〜）
- Web制作：植松幸恵、石黒美貴（共に番組末期）
- 制作スタッフ：加藤靖也、矢野和久、竹本庸祐、池田梨絵、磯貝翼
- アシスタントプロデューサー：立川伸太郎、鈴木祐啓、森雅史、伊部千佳子（共に番組末期）
- ディレクター：立澤哲也、長村良一、奥村篤人、椎葉宏治、飯干友樹、福島幸生、林洋輔、鳥越一夫、青木良憲、浅賀善伸、金島豊、金子友広 ／ 岩本浩一
- チーフディレクター：友寄隆英（番組末期）
- プロデューサー：西新（番組中期はAP）、甲斐候一（番組初期はディレクター）
- プロデューサー・演出：奥川晃弘（番組初期はチーフディレクター）、寺田伸也（番組中期～末期）
- チーフプロデューサー：平城隆司
- 制作著作：テレビ朝日

### 過去のスタッフ
- ナレーション：松尾貴史、皆口裕子、堀秀行（共に番組初期）
- 構成：堀田延、そーたに、櫻井昭宏、興津豪乃、YAS5000、白川ゆうじ、森永あっこ（共に番組初期）、古川シュウジ（番組中期～末期）
- カメラ：浅川英俊（番組初期）、大島秀一、福元昭彦（福元→2002年10月頃までは技術）、伊藤博、加藤英昭（共に番組初期〜中期）
- 音声：深津友裕、桂川英樹、坂井秀一（共に番組初期）
- 映像：小田切泰道、小山恭司、重岡恵吾（共に番組初期）
- PA：田村智宏（番組初期）
- 美術：石井哲也（番組初期）、出口智浩（番組初期はデザイン）
- 美術進行：原澤太郎（番組初期）、森つねお（番組中期）
- 大道具：松岡美都司（番組初期）、荒川康之（番組中期）
- 小道具：橋本浩一（番組初期）
- 電飾：畠沢優一（番組初期）、八木澤市朗（番組中期）
- メイク：板谷博美（番組初期）
- CG：福田隆之、森山ヒロカズ（共に番組初期〜中期）
- 編集：植本直治、阪野秀行、名和田健介（共に番組初期〜中期）
- MA：西村善雄、宮崎康志、小川るみ、茶谷貴之（共に番組初期〜中期）
- 音響効果：井上竜一、竹科俊至（共に番組初期〜中期）
- TK：中里優子（番組初期〜中期）
- 技術協力：オムニバス・ジャパン（番組初期～中期）
- 広報：岩間斉（番組初期）、坂内雅弘（番組初期）、小久保聡（2003年3月〜2004年2月）
- 編成：永末里奈（番組初期）、藤川克平（2003年3月〜2004年2月）、小野仁（番組中期）
- Web管理：金川まり子（番組中期）
- デスク：平井宏子（番組初期）、佐土秀美（2002年6月23日〜10月）
- 制作スタッフ：安田順子、田中敦子、藤江正晃、中西朋（共に番組初期）、渡辺章太郎（番組初期〜中期）、近藤諭、中村友美、足立達哉（共に番組中期）
- アシスタントプロデューサー：浅利智恵（浅利→番組初期はデータ）
- ディレクター：小林賢一、星利也、上條昌樹（毎週）、甲斐崎哲也、中村政洋、志津賢一、山中豪、斉藤克央、高橋竜也、鈴木宏和、西崎修一、横井大明、増村紀男、川畑崇志、佐藤栄治、斉藤直史、大槻圭介、井上陽史、高須慶太、須賀俊英、谷智明、依田穣、庄司孝、中村政洋、貞松秀樹、井熊俊博、遅塚孝一、魚地秀、藤嶋健太郎、白井伸之、木村憲、山村理子、中根加奈子、滑川親吾（滑川→番組初期は制作スタッフ）（共に番組初期〜中期）、山崎典昭、荻野健太郎、大岡慎介、三藤豊、中田智也、宮澤義則、蝦名奈月（共に番組中期～末期）
- プロデューサー：小菅聡之、苅田英次（共に番組初期）、河口勇治（番組中期～末期）